# Ультраліві

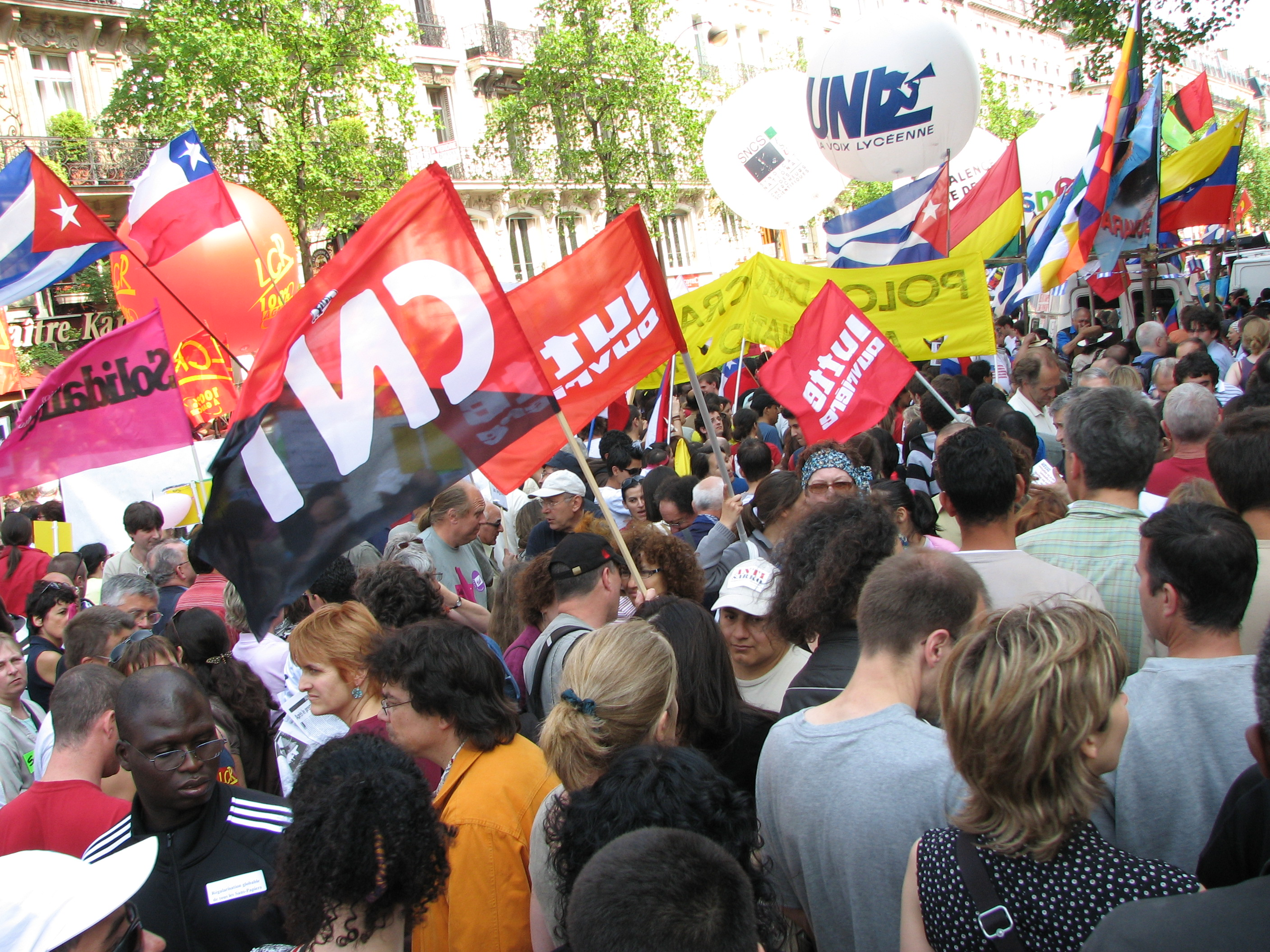
Виступ французьких ультралівих на день праці, 1 травня 2007 року.

Ультраліві, радикальні ліві, ліворадикали, революційні ліві, революційні соціалісти — терміни для позначення людей та груп, які дотримуються крайніх проявів в лівому політичному спектрі. Характеризуються крайньою програмою або радикальними методами дій. Від демонтажу ієрархій і до побудови безкласового суспільства.
Також основною ідеологією є інтернаціоналізм та антифашизм, антиімперіалізм. В економіці ультраліві як правило дотримуються ідей суспільної власності. 
Головними двома течіями радикальної лівиці є анархізм і марксизм, що вони у свою чергу поділяються на безліч різноманітних і часом несумісних напрямів, а зокрема:
Анархізм (мютюелізм)
- Індивідуалістичний анархізм
- Соціальний анархізм
  - Анархо-колективізм
  - Анархо-комунізм
    - Анархо-синдикалізм
    - Платформізм (махновізм)
    - Неосапатизм
    - Комуналізм
      - Демократичний конфедералізм

Марксизм (класичний марксизм)
- Лібертарний марксизм (ортодоксальний марксизм)
  - Синдикальний марксизм (марксизм-де леонізм[en])
  - Люксембургіанство
    - Лівий комунізм
      - Німецько-нідерландська традиція (комунізм робочих рад)
      - Італійсько-французька традиція (бордигізм[en])
        - Соціалізм або варварство
          - Ситуаціонізм
          - Операізм[en]/автономізм
- Ленінізм
  - Більшовизм-ленінізм (троцькізм)
  - Марксизм-ленінізм (сталінізм)
    - Тітоїзм
    - Маоїзм
      - Ходжаїзм

    - Геваризм
      - Кастроїзм

    - Чучхе